# Romano Di Bari
Romano Di Bari (Supino, 11 dicembre 1936 – Lanciano, 6 ottobre 2018) è stato un calciatore italiano, di ruolo difensore.

## Carriera
Dopo un anno alla Roma senza disputare gare ufficiali in campionato, nel 1960 si trasferisce al Brescia, con la cui maglia gioca quattro campionati di Serie B per un totale di 92 partite.
Nel 1964 passa al Verona dove disputa altri due tornei cadetti, collezionando 52 presenze.
Nel 1966 lascia la sua carriera per via di un infortunio al piede.
È morto a Lanciano il 6 ottobre 2018 a causa di una polmonite.